# Heilige-Familiekerk (Rotterdam)
De Heilige Familiekerk is een voormalige rooms-katholieke kerk aan de Nootdorpstraat in Rotterdam. 
De Heilige Familiekerk werd tussen 1925 en 1926 gebouwd. De kerk is een ontwerp van Jos Cuypers en zijn zoon Pierre. Cuypers ontwierp een kruiskerk in expressionistische stijl, met een kleine toren naast het noordelijke transept. 
In 1982 was de kerk te groot geworden voor het teruglopend aantal gelovigen. De kerk werd verbouwd, waarbij de eerste traveeën van het schip werden omgevormd tot een buurthuis. 
Bij deze verbouwing werd het fraaie drie-klaviersorgel van de bovengalerij naar beneden verplaatst. In 2013 werd bekend dat het orgel behouden wordt en een plaats zal krijgen in de St. Laurenskerk.
De rest van het kerkgebouw werd tot 2007 gebruikt door de Heilige Familieparochie, die dat jaar opging in de nieuw opgerichte Sint Franciscus- en Claraparochie. Wegens verder teruglopend kerkbezoek is de Heilige Familiekerk op 15 juni 2008 gesloten. 

## Nieuwe bestemming
In november 2016 werd bekendgemaakt dat het gebouw een nieuwe bestemming zou krijgen: er is toen aangekondigd dat er een gezondheidscentrum voor kinderen zou komen. Dit plan is niet gerealiseerd. 
In augustus 2024 is een informatiebijeekomst aangekondigd   waarin plannen gepresenteerd zullen worden voor een ombouw tot hotel en restaurant. Verwezen wordt naar soortgelijke projecten die gerealiseerd zijn in de voormalige Westerkerk (Utrecht)  en de voormalige Sint-Ritakerk (Amsterdam) 